# 여명 (영화)
"여명"(黎明)은 한국에서 제작된 안종화 감독의 1948년 영화이다. 이민자 등이 주연으로 출연하였고 최철 등이 제작에 참여하였다.

## 출연

### 주연
- 이민자
- 권영팔
- 이금룡
- 황남

## 기타
- 조명: 고해진
- 녹음: 양주남